# جانیس نیکولائو
جانیس نیکولائو (انگلیسی: Jannis Nikolaou؛ زادهٔ ۳۱ ژوئیهٔ ۱۹۹۳) بازیکن فوتبال اهل آلمان است.
از باشگاه‌هایی که در آن بازی کرده‌است می‌توان به باشگاه فوتبال دینامو درسدن اشاره کرد.